# Maria Rareș
 Maria Rareș - cunoscută și ca Răreșoaia - a fost o persoană nedocumentată istoric, mamă a domnitorului Petru Rareș, presupus fiu natural al acesteia cu Ștefan cel Mare. Conform cronicii lui Grigore Ureche, ea era o muiere ce au fostu după alt bărbat, târgoveț din Hârlău, de l-au chiemat Rareș. :p. 93:p. 401
Există și ipoteze că ar fi făcut parte din familia Cernat, boieri din Țara de Jos, proprietari ai întinsei moșii ce cuprindea lacul Brateș de lângă Galați, sau din neamul lui Isaia logofătul de la Baia, din vremea lui Alexandru cel Bun, iar soțul Mariei ar fi fost urmașul unui boier Bârlă de la Hârlău, cu a cărui familie se înrudea și mitropolitul Grigorie Roșca.:pp. 557-559